# Kreidefelsen von Dover

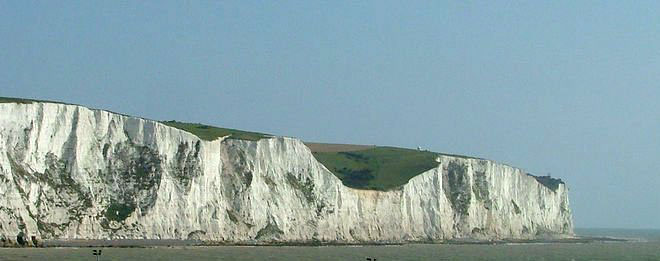
Die Kreidefelsen von Dover

Die Kreidefelsen von Dover – englisch White Cliffs of Dover genannt – bilden eine hellweiße, stellenweise über hundert Meter hohe Kliffküste als Teil der britischen Küstenlinie am Ärmelkanal entlang der Straße von Dover. Sie gehören zum North-Downs-Hügelzug und sind der Kontinentaleuropa am nächsten gelegene Teil Englands.

## Beschreibung
Die bis zu 106 Meter hohe Front der Klippen verdankt ihr Erscheinungsbild ihrer Zusammensetzung aus Kalk (purem weißem Kalziumkarbonat), durchsetzt mit schwarzem Feuerstein. Die Klippen verlaufen östlich und westlich der Stadt Dover im County Kent, einem alten und noch immer bedeutsamen englischen Hafen.
Die Kreidefelsen haben einen großen Symbolwert für Großbritannien, da sie am schmalsten Teil des Ärmelkanals Kontinentaleuropa zugewandt sind, und daher in der Vergangenheit gegen drohende Invasionen einen symbolischen Schutz darstellten. Da die Überquerung des Kanals bei Dover den meistgenutzten Seeweg zwischen dem Festland und den Britischen Inseln darstellt, bietet die weiße Linie der Klippen zahlreichen Reisenden auch die erste bzw. letzte Ansicht auf das Vereinigte Königreich.

## Lage

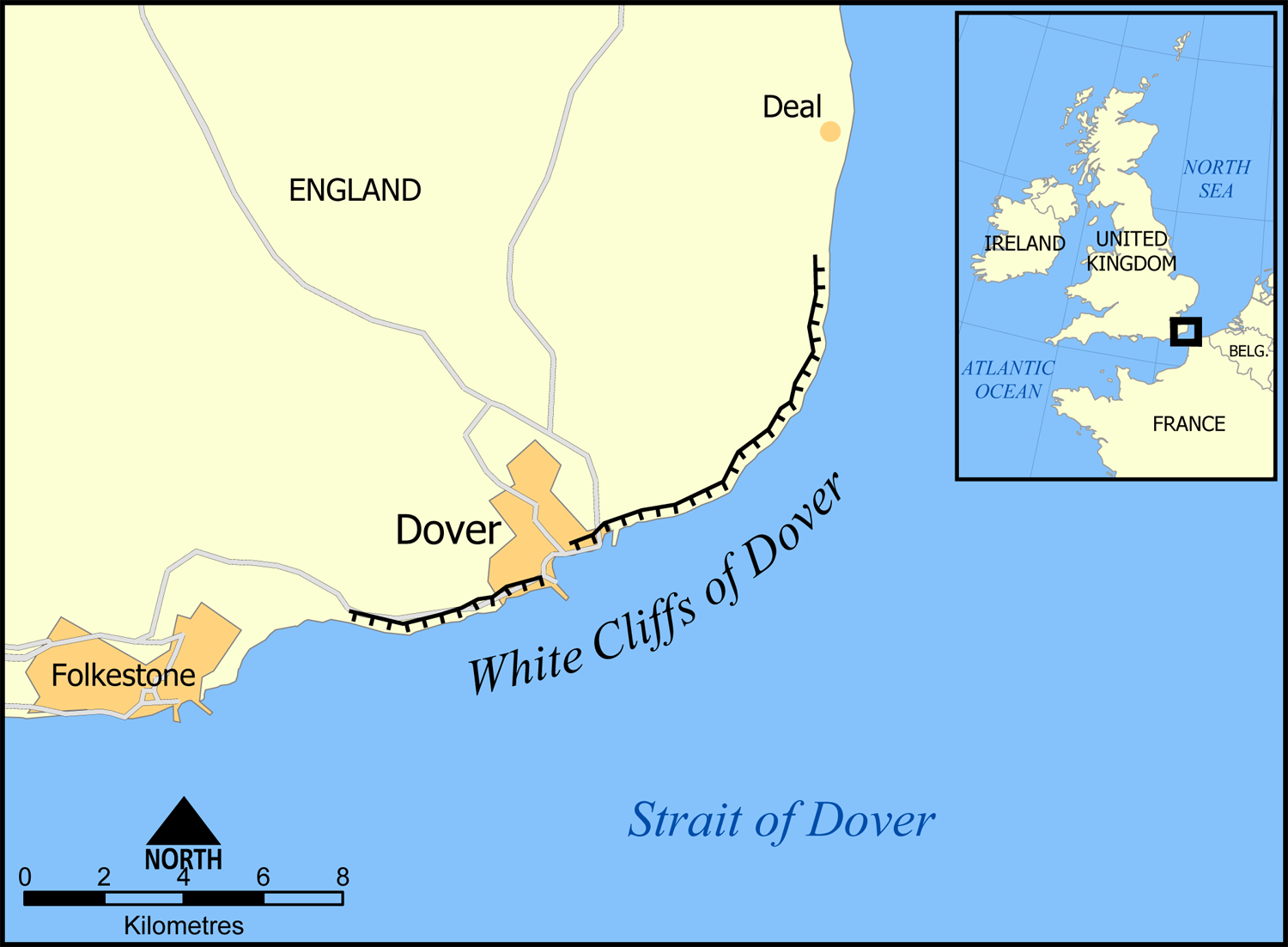
Lage und Ausdehnung der Kreidefelsen von Dover

Die Klippen erstrecken sich etwa zwischen 51°06′ N, 1°14′ E und 51°12′ N, 1°24′ E entlang der südenglischen Küste. Die Stelle, an der England Kontinentaleuropa am nächsten ist (33 km), heißt Shakespeare Cliff. An einem klaren Tag sind sie von Frankreich aus gut zu sehen.

## Geologie

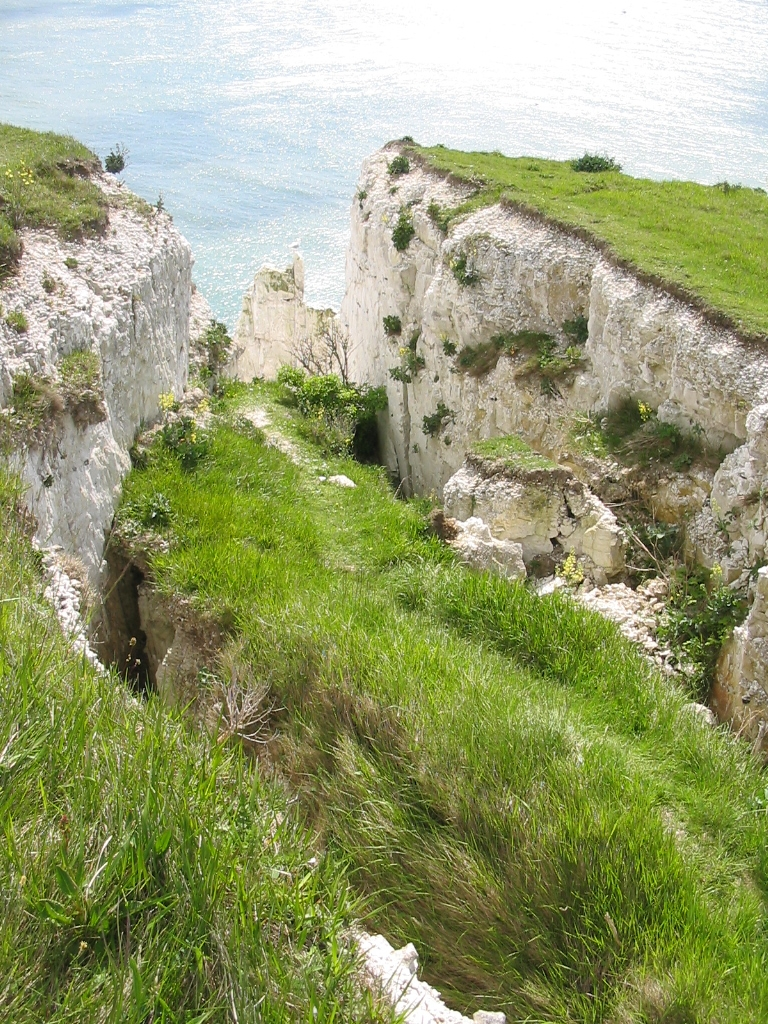
Erosion entlang der Kante der Klippen

Die Kreidefelsen setzten sich hauptsächlich aus Coccolithen zusammen und führen ihre Ursprünge auf die Kreide vor etwa 136 Millionen Jahren zurück, als sich das Gebiet zwischen Großbritannien im Westen und Schweden und Polen im Osten tief in tropischen Gewässern befand. Die Skelette von Korallen, Schwämmen und anderem kleinen Meeresgetier sanken als Sediment auf den Meeresgrund und begannen sich dort aufzuhäufen. Bis vor etwa 70 Millionen Jahren hatte dieser Prozess eine Masse von siliciumdioxidgeflecktem Kalk gebildet, der riesige Gebiete zwischen Großbritannien und der Ostsee bedeckte – weiße Felsen wie die von Dover, wenn auch kleiner, können auch auf den dänischen Inseln Møn und Langeland oder der Küste von Rügen in Deutschland gefunden werden. Die Kreideschicht befand sich während der Eiszeiten hoch über dem Meeresspiegel und war an manchen Stellen zusätzlich von Gletschern überzogen. Nach den Eiszeiten wurden sie dann dem steigenden Meer ausgesetzt. Durch die außergewöhnliche Weichheit des Kalks konnten die Gezeiten diese Landmasse seitdem in bedeutendem Ausmaß erodieren, unter anderem, um den Ärmelkanal zu bilden.
Die Front der Felsen wird weiterhin erodiert, pro Jahr geht etwa ein Zentimeter der Felsen verloren, wenn auch gelegentlich (zuletzt 2001) große Brocken mit wenig Vorwarnung in den Kanal fallen. Besucher sind deshalb angehalten, wenigstens fünf Meter vom Rand entfernt zu bleiben.

## Ökologie

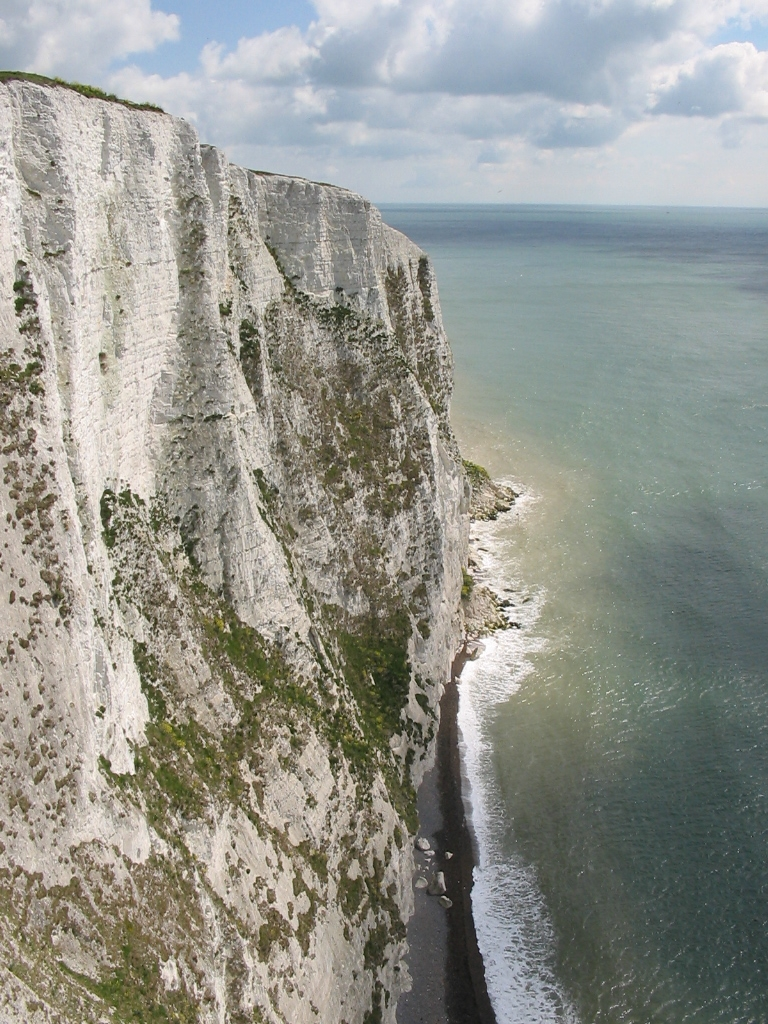
Zoom der Klippen vom Weg auf dem Kamm

In der Front der Kreidefelsen nisten mehrere Vogelarten, darunter Eissturmvögel (Fulmarus glacialis) und Kolonien von Dreizehenmöwen.

## Geschichte
Hinter der Front der Klippen befinden sich kilometerlange versteckte Tunnel, die im Mittelalter gegraben wurden und in den napoleonischen Kriegen eine Rolle in der Verteidigung Großbritanniens spielten. Durch spätere Erweiterungen wurden die Tunnel zu den heutigen Secret Wartime Tunnels unter dem Dover Castle.

## Die Kreidefelsen in Kunst und Literatur

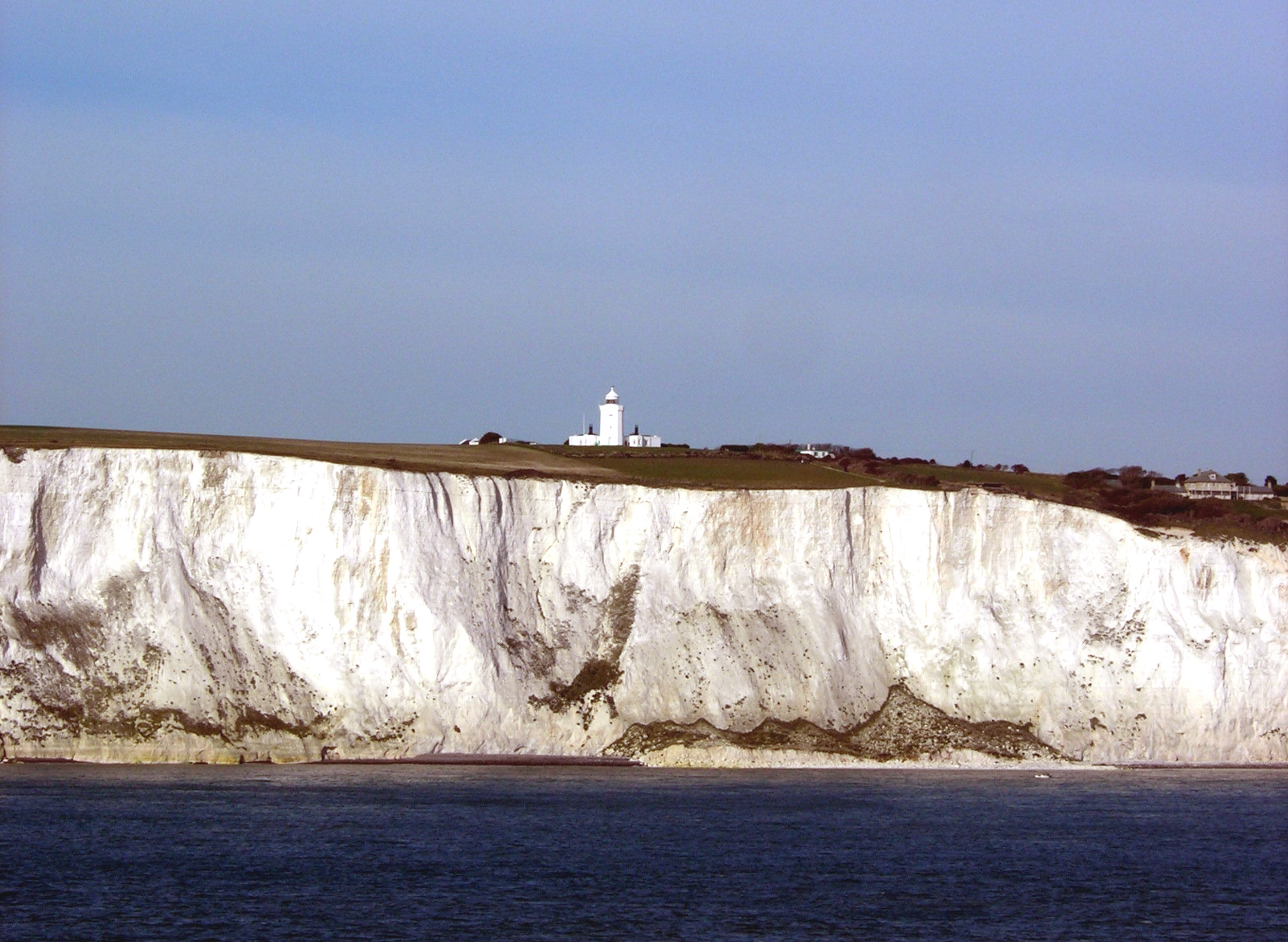
Der South-Foreland-Leuchtturm über den Felsen von Dover

In Matthew Arnolds Gedicht von 1867, Dover Beach, sind die Felsen ein Zeichen von beruhigender Stärke. Rudyard Kiplings Gedicht The Broken Men (1902) endet mit den Versen “How stands the old Lord Warden? Are Dover’s cliffs still white?” und drückt das Heimweh eines exilierten Engländers aus.
Weltweite Bekanntschaft erlangte das 1942 von Vera Lynn interpretierte Lied (There’ll Be Bluebirds Over) The White Cliffs of Dover. Worauf sich dabei „bluebirds“ bzw. „blue birds“ bezieht, ist unklar, da die wörtliche Bedeutung, der amerikanische Hüttensänger, im Vereinigten Königreich nicht vorkommt. Neben Unkenntnis der lokalen Fauna lässt sich der Ausdruck schlicht als poetische Phantasie erklären (Farbkontrast weiße Klippen – blaue Vögel), er kann Rauchschwalben bzw. Mehlschwalben meinen, die als Zugvögel im Herbst wie im Frühling den Ärmelkanal überqueren und im alten ländlichen England Bluebirds genannt wurden, oder als eine Anspielung auf eigene und alliierte Militärflugzeuge geschaffen oder verstanden worden sein, die schon bald die ersehnte Freiheit bringen werden.
Auch Glenn Miller, Kay Kyser, Kate Smith, Blur, The Decemberists, Louis Prima, Robson and Jerome, Clutch, Andrew Bird, Coil, Current 93 und Fatboy Slim haben dieses Lied gecovert oder selbst über die Klippen gesungen.
In Ian Flemings drittem James-Bond-Roman, Moonraker, spielt ein Kapitel an den Klippen. Der Bösewicht versucht, Bond und Gala Brand umzubringen, indem er die Felsen bombardiert und darauf hofft, dass die Protagonisten von Trümmern getroffen werden.
In einer Radio Times-Umfrage von 2005 wurden die Klippen als drittgrößtes Naturwunder in Großbritannien angegeben.
Der Instrumental-Song Cliffs of Dover des US-Gitarristen Eric Johnson ist nach den Klippen benannt.
Die Schriftstellerin Ilse Aichinger, die bereits in ihrem Roman Die größere Hoffnung schreibt, dass „[e]ine Fliege […] von Dover nach Calais [kroch]“, hat 1976 einen kurzen Text namens Dover verfasst.